# Елизабет Хърли
Елизабет Джейн Хърли (на английски: Elizabeth Jane Hurley) (родена на 10 юни 1965 г.) е английска актриса и модел.
Работи като модел за козметичната компания Есте Лаудер, откакто е 29-годишна. Като актриса е най-известна с ролите си на Ванеса Кенсингтън в „Остин Пауърс“ (1997) и Дявола в „Шеметна сделка“ (2000).
През 2002 г. ражда син от Стив Бинг. Има един брак - от 2007 до 2011 г. е омъжена за Арун Наяр, от когото няма деца.

## Избрана филмография
- Остин Пауърс (1996) като Ванеса Кенсингтън
- Остин Пауърс: Шпионинът любовник (1999) като Ванеса Кенсингтън
- Шеметна сделка (2000) като Дявола